# سام بيرنز
سامبسون «سام» غوردن بيرنز (23 أكتوبر 1996 – 10 يناير 2014) عانى من الشُّياخ، وساهم في نشر الوعي عن طبيعة المرض.

## الحياة بالنسبة إلى سام
سام بيرنز كان بطل الفيلم الوثائقي الحياة بالنسبة إلى سام الذي أنتجته شركة HBO Films.

## مؤسسة أبحاث البروجوريا
علم والده سكوت بيرنز ووالدته ليسلي غوردن وهما أطباء أطفال بتشخيص حالة ابنهما قبل أن يُكمل عامه الثاني. وبعد حوالي عام أسسا معًا مؤسسة أبحاث البروجوريا في محاولة لزيادة الوعي بطبيعة هذه الحالة المرضية، ولتشجيع الأبحاث لتحديد الأسباب الكامنة وراء هذا المرض وطرق علاجه الممكنة، وكذلك لتوفير مصادر دعم للمرضى ولأسرهم.

## وصلات خارجية
- سام بيرنز على موقع IMDb (الإنجليزية)
- سام بيرنز على موقع قاعدة بيانات الفيلم (الإنجليزية)

- Progeria Research Foundation
- HBO: Documentaries | Life According to Sam | Home
- CNN - "Beloved teen Sam Berns dies at 17 after suffering from rare disease"
- My Philosophy for a Happy Life: Sam Berns gives a lecture at TEDxMidAtlantic 2013